# Assemblea nazionale armena (1863)
L'Assemblea nazionale armena era l'organo di governo del miillet armeno nell'Impero ottomano, istituita dalla Costituzione nazionale armena del 1863.